# Bitva o Kavkaz

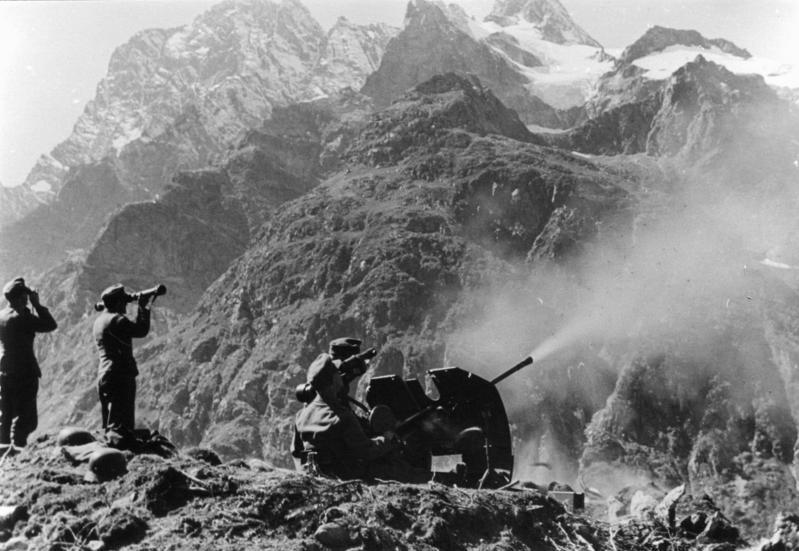
Německý útok na Kavkaze

Bitva o Kavkaz je název pro několik válečných operací, které trvaly na jižním křídle východní fronty ve druhé světové válce od 25. července 1942 do 9. října 1943.

## Německý útok

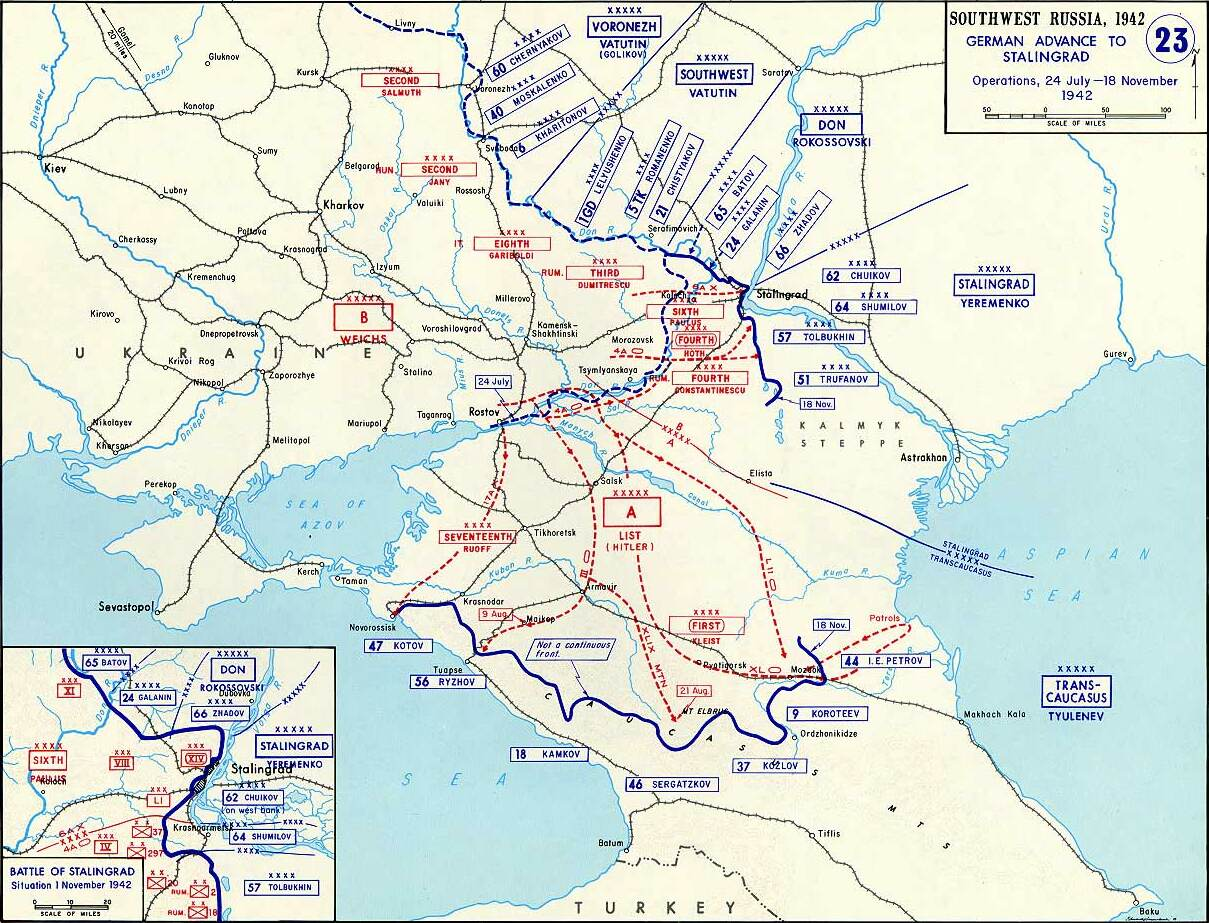
Mapa bojů červenec - listopad 1942

V létě 1942 začaly německé ozbrojené síly a jejich rumunští, maďarští, slovenští a italští spojenci letní tažení pod kódovým označením Fall Blau. 25. července obsadil Wehrmacht Rostov na Donu a Němci měli otevřené dveře k útoku na Stalingrad a na Kavkaz. Německý útok byl úspěšný, postupně padl Stavropol, Krasnodar a 21. srpna zavlála vlajka s hákovým křížem na Elbrusu. 11. září padl Novorossijsk, ovšem pobřeží Černého moře se podařilo Rudé armádě ubránit. Hitlerovým zájmem bylo, aby se německá vojska probila až ke Kaspickému moři a obsadila ropná pole kolem Baku, což by podle německých plánů později umožnilo další německou vojenskou expanzi v jižním a jihovýchodním směru (směr Indie a Írán). Toto se však nepodařilo a 18. listopadu 1942 dosáhla německá ofenzíva vrcholu a byla prakticky ukončena.

## Sovětský protiútok

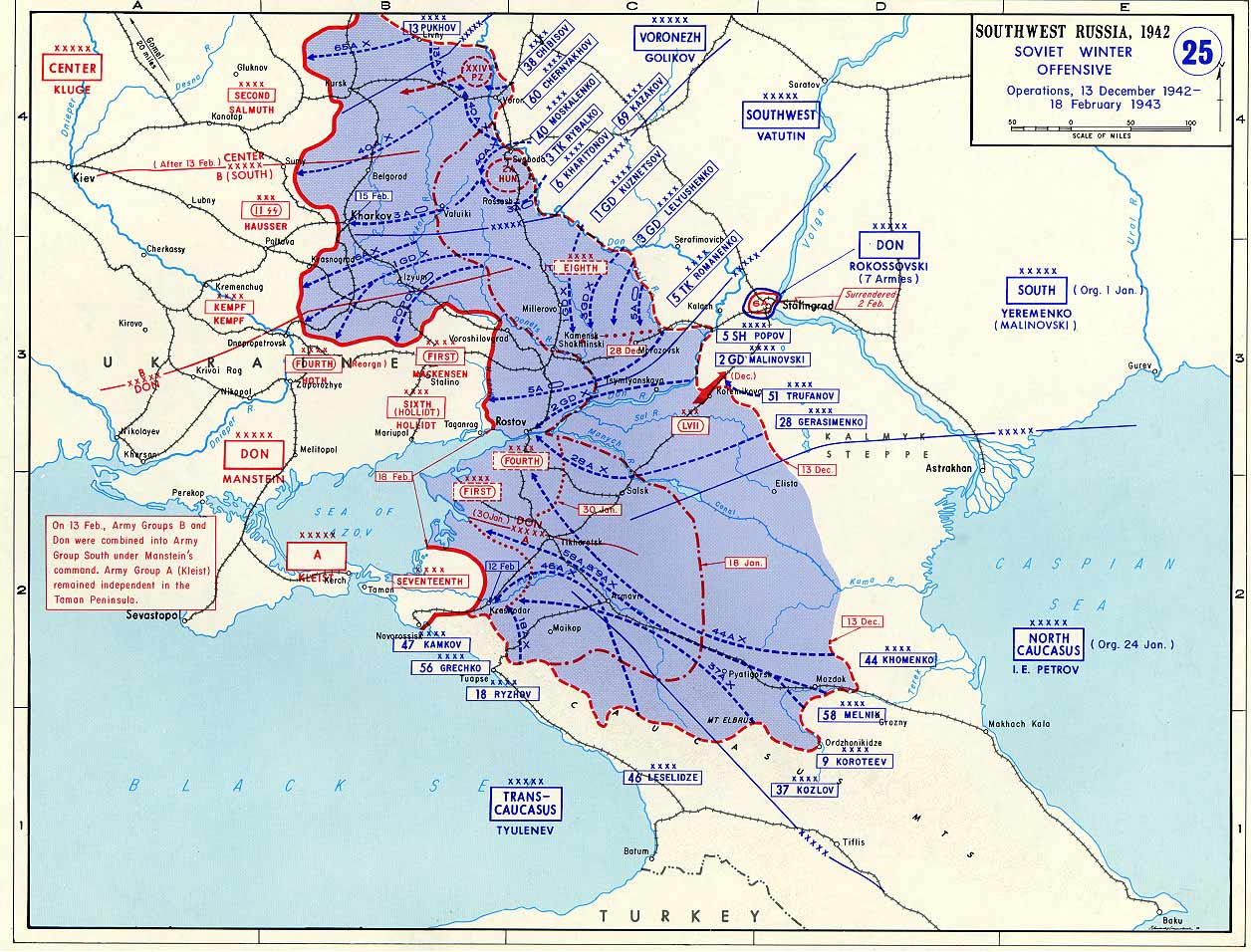
Mapa bojů prosinec 1942 - únor 1943

Počátkem zimy 1942 nebylo postavení německých vojsk nikterak dobré. Paulusova armáda byla obklíčena ve Stalingradu a na další boje v Kavkazu neměl Wehrmacht dost sil. Proto dal Adolf Hitler rozkaz k částečnému ústupu, ovšem hodlal se v následujícím roce do tohoto prostoru vrátit a proniknout až k ropným polím na pobřeží Kaspického moře. Rudá armáda však zahájila vlnu ofenzív, které postupně vytlačovaly Němce na západ. Hned na začátku roku 1943 došlo k Severokavkazské ofenzívě, následovala Krasnodarská operace a bitva o Kubáň. Do konce měsíce února zahnala sovětská vojska Němce až Azovskému moři a o výsledku bitvy o Kavkaz bylo rozhodnuto.

## Boje o Tamaňskij poloostrov

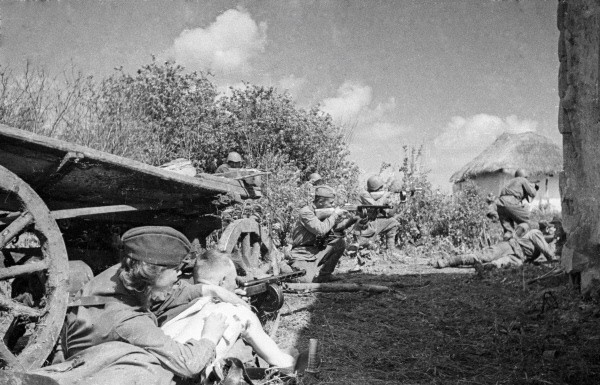
Sovětský protiútok

Německým a rumunským vojskům se v průběhu léta 1943 podařilo udržet na Tamaňském poloostrově. Jednalo se o armádu o síle 400 tisíc mužů, kterou chtěl Stalin bezpodmínečně porazit. Operace na obklíčení se však nepodařila a urputné boje v tomto prostoru trvaly až do 9. října 1943, kdy se z tohoto prostoru stáhly po moři poslední zbytky německých vojsk.

## Německé jednotky v létě 1942
Skupina armád A – Adolf Hitler
- 17. armáda – Richard Ruoff
- 1. tanková armáda – Ewald von Kleist

## Sovětské jednotky SSSR v létě 1942
Transkavkazský front – Ivan Vladimirovič Ťuleněv
- 47. armáda – Grigorij Petrovič Kotov
- 56. armáda – Alexandr Ivanovič Ryžov
- 18. armáda – Fjodor Vasiljevič Kamkov
- 46. armáda – ?
- 37. armáda – ?
- 9. armáda – ?
- 44. armáda – Ivan Jefimovič Petrov

## Nacistické německé jednotky na Kubáňském předmostí, březen 1943
Skupina armád Jih – Ewald von Kleist
- 17. armáda – Richard Ruoff
  - V. armádní sbor – Wilhelm Wetzel
  - XXXXIV. armádní sbor – Maximilian de Angelis
  - XXXXIX. horský sbor – Rudolf Konrad
  - LII. armádní sbor – Eugen Ott
  - rumunský Jezdecký sbor – Gheorghe Cealik